# Ekstraliga polska w piłce nożnej kobiet (2020/2021)
Ekstraliga polska w piłce nożnej kobiet 2020/2021 – 42. edycja kobiecej Ekstraligi piłkarskiej. W rozgrywkach wzięło udział 12 drużyn. Mistrz kraju otrzymał prawo gry w turnieju kwalifikacyjnym Ligi Mistrzyń UEFA w następnym sezonie. Do I ligi spadły dwa ostatnie zespoły. Tytułu bronił Górnik Łęczna, a beniaminkami w tym sezonie były APLG Gdańsk oraz TS ROW Rybnik.
Ponieważ po zakończeniu poprzedniego sezonu z rozgrywek wycofały się AZS PWSZ Wałbrzych i Mitech Żywiec, w Ekstralidze pozostały ekipy z pozycji spadkowych, KKP Bydgoszcz oraz Rolnik Biedrzychowice. Przed sezonem AZS Wrocław nawiązał porozumienie ze Śląskiem Wrocław, stając się sekcją piłki nożnej kobiet tego klubu i występując pod szyldem Śląska.
Inauguracyjną kolejkę rozegrano w dniach 8–9 sierpnia 2020, a ostatnią kolejkę – 29 maja 2021. Rozgrywki rozpoczynały się w trakcie trwającej pandemii COVID-19. Z powodu tej pandemii poprzedni sezon został zakończony po rundzie jesiennej. W związku z podwyższonym reżimem sanitarnym kluby otrzymały wytyczne, do których należało się stosować, m.in. odnośnie do zachowywania dystansu społecznego oraz zakrywania ust i nosa. Liczba kibiców mogących obejrzeć spotkania Ekstraligi z trybun została ograniczona do 50% pojemności stadionów.
Przed startem sezonu poinformowano o zawarciu umowy pomiędzy PZPN i TVP, zgodnie z którą przez najbliższe trzy sezony mecze kobiecej Ekstraligi piłkarskiej były transmitowane na żywo na kanale TVP Sport (a także na stronie internetowej tvpsport.pl i w aplikacji mobilnej TVP Sport). W każdej kolejce transmitowane było jedno spotkanie.

## Drużyny
Drużyny Ekstraligi sezonu 2020/2021:
| Uczestnicy poprzedniej edycji                                                                                 | Uczestnicy poprzedniej edycji | Uczestnicy poprzedniej edycji | Uczestnicy poprzedniej edycji |
| --- | ----------------------------- | ----------------------------- | ----------------------------- |
| GKŁ | Górnik Łęczna                 | 1                             |                               |
| MKO | Medyk Konin                   | 2                             |                               |
| CZS | Czarni Sosnowiec              | 3                             |                               |
| AUK | AZS UJ Kraków                 | 4                             |                               |
| USŁ | UKS SMS Łódź                  | 5                             |                               |
| GKS | GKS Katowice                  | 6                             |                               |
| OSZ | Olimpia Szczecin              | 7                             |                               |
| ŚLĄ | Śląsk Wrocław                 | 9                             |                               |
| KP | KKP Bydgoszcz                 | 11                            |                               |
| ROL | Rolnik Biedrzychowice         | 12                            |                               |
| Awans z I ligi                                                                                                |                               |                               |                               |
| grupa północna                                                                                                |                               |                               |                               |
| APL | APLG Gdańsk                   | 1                             |                               |
| grupa południowa                                                                                              |                               |                               |                               |
| ROW | ROW Rybnik                    | 1                             |                               |
| Oznaczenia: - kolumna pierwsza – skróty nazw drużyn, - kolumna trzecia – miejsce zajęte w poprzednim sezonie. |                               |                               |                               |

## Rozgrywki

### Tabela końcowa
Końcowa tabela rozgrywek:

### Wyniki
Wyniki spotkań:

## Stadiony
Stadiony Ekstraligi sezonu 2020/2021: